# Gordonia dipterosperma
Gordonia dipterosperma là một loài thực vật có hoa trong họ Theaceae. Loài này được Kurz mô tả khoa học đầu tiên năm 1876.